# آگورا هیلز (کالیفرنیا)
آگورا هیلز (به انگلیسی: Agoura Hills) شهری در شهرستان لس‌آنجلس، کالیفرنیا ایالت کالیفرنیا آمریکا با جمعیتی حدود ۲۰ هزار نفر است.